# Een overval in de lucht
Een overval in de lucht is het eerste deel van de Bob Evers-boekenreeks van de schrijver Willy van der Heide.
Een overval in de lucht is het eerste deel van een trilogie waartoe verder de delen De jacht op het koperen kanon en Sensatie op een Engelse vrachtboot behoren.

## Verhaal
Hoofdpersonen van de serie zijn de Nederlandse jongens Arie Roos en Jan Prins en hun Amerikaanse vriend Bob Evers.
John en Lois Bennett, broer en zuster, erven een groot vermogen, dat hun evenwel eerst ter hand zal worden gesteld als zij blijk hebben gegeven voor geen moeite terug te deinzen. Zij moeten een aantal papiertjes opsporen die op de zonderlingste plaatsen verborgen zijn, en waarvan er zich één in een handschoenendoos in Kaapstad bevindt. Arie en Jan gaan op verzoek van Bob, die in Engeland in de opsporingsstrijd betrokken is geraakt, per vliegtuig daarheen op weg. In de lucht ontpoppen enkele passagiers zich als kapers en zij dwingen de piloten te dalen in de Kalahari-woestijn. Na een noodlanding speelt zich een felle strijd af, die in eerste instantie in het voordeel van de kapers wordt beslecht. Zij ontsnappen per vrachtauto, samen met een van de passagiers, Jeffries, die evenals Arie en Jan op jacht is naar het papiertje in de handschoenendoos en zich bij de kapers heeft aangesloten.
Het thema van de opsporing van verborgen papiertjes als gevolg van een bepaling in een testament was door de schrijver al enkele jaren eerder gebruikt in het boek De erfenis van een zonderling, dat in 1945 was verschenen onder het pseudoniem Willy Waterman. In dit boek, dat wat betreft de verhaallijn als een voorloper van de Bob Eversserie beschouwd kan worden, was overigens nog geen sprake van de personages die later in de serie gebruikt zouden gaan worden.

## Drukgeschiedenis
De eerste druk werd in een hardcoveruitgave gepubliceerd in 1949, met stofomslag en illustraties van Frans Mettes. Tot 1961 verschenen nog zeven drukken.
In 1965 werd het formaat gewijzigd. Het boek werd voortaan gepubliceerd als pocketboek (17,5 × 11,5 cm). De tekst van deze uitgave was door de auteur aanzienlijk bewerkt. De druknummering werd voortgezet en tot 1999 verschenen de volgende drukken:
- 1965 tot 1983: 9e tot 26e druk, omslag van Rudy van Giffen
- 1986 tot 1999: 27e tot 29e druk, omslag van Bert Zeijlstra

Deze trilogie wordt gevormd door de delen 1 t/m 3 van de uitgave in hardcover, hoewel het verhaal  chronologisch gezien na de Zuidzeetrilogie speelt die opgenomen is in de delen 4 t/m 6. Bij de pocketuitgave is van de gelegenheid gebruikgemaakt de volgorde van de eerste zes delen om te draaien. Daarom hebben de oorspronkelijke delen 1 t/m 3 in die uitgave de serienummers 4 t/m 6.
In 1997 werd het verhaal gepubliceerd in een omnibusuitgave, samen met de (oorspronkelijke) delen 2 en 3 van de serie.
In 2009 verscheen Een overval in de lucht als stripverhaal in 23 afleveringen in het stripblad Eppo, in een bewerking van Frank Jonker (scenario) en Hans van Oudenaarden (tekeningen). Het hoort bij de stripreeks Bob Evers. Als boek is de strip in 2010 uitgegeven door uitgeverij Boumaar.
Eveneens in 2009 werd door de uitgeverij Oerbobjes (Arnhem) A Hold-up in Mid-Air gepubliceerd, een hardcoveruitgave (met stofomslag) van een typoscript dat in de nalatenschap van de in 1985 overleden schrijver was aangetroffen. Het typoscript bevat de eerste twee door de auteur in het Engels vertaalde hoofdstukken van Een overval in de lucht, alsmede een eveneens Engelstalige synopsis van de overige hoofdstukken.